# Nam Tiền Hải, Hưng Yên
Nam Tiền Hải là một xã thuộc tỉnh Hưng Yên, Việt Nam.

## Địa lý
Xã Nam Tiền Hải nằm ở phía nam của tỉnh Hưng Yên, có vị trí địa lý:
- Phía đông giáp xã Nam Cường và xã Hưng Phú.
- Phía tây giáp xã Bình Định.
- Phía bắc và tây bắc giáp xã Ái Quốc và xã Tây Tiền Hải.
- Phía nam giáp xã Giao Hòa và xã Giao Minh của tỉnh Ninh Bình, có ranh giới tự nhiên là sông Hồng.

## Lịch sử
Ngày 16 tháng 6 năm 2025, Ủy ban Thường vụ Quốc hội ban hành Nghị quyết số 1666/NQ-UBTVQH15 về việc sắp xếp các đơn vị hành chính cấp xã của tỉnh Hưng Yên năm 2025. Theo đó, sắp xếp toàn bộ diện tích tự nhiên, quy mô dân số của các xã Nam Hồng, Nam Hà và Nam Hải thành xã mới có tên gọi là xã Nam Tiền Hải.